# Epinephelus gabriellae
Epinephelus gabriellae és una espècie de peix de la família dels serrànids i de l'ordre dels perciformes.

## Morfologia
Els mascles poden assolir els 52 cm de longitud total.

## Distribució geogràfica
Es troba des de Somàlia fins a Oman.